# Sabellaria alveolata
Sabellaria alveolata är en ringmaskart som först beskrevs av Carl von Linné 1767.  Sabellaria alveolata ingår i släktet Sabellaria och familjen Sabellariidae. Arten har ej påträffats i Sverige. Inga underarter finns listade i Catalogue of Life.

## Bildgalleri

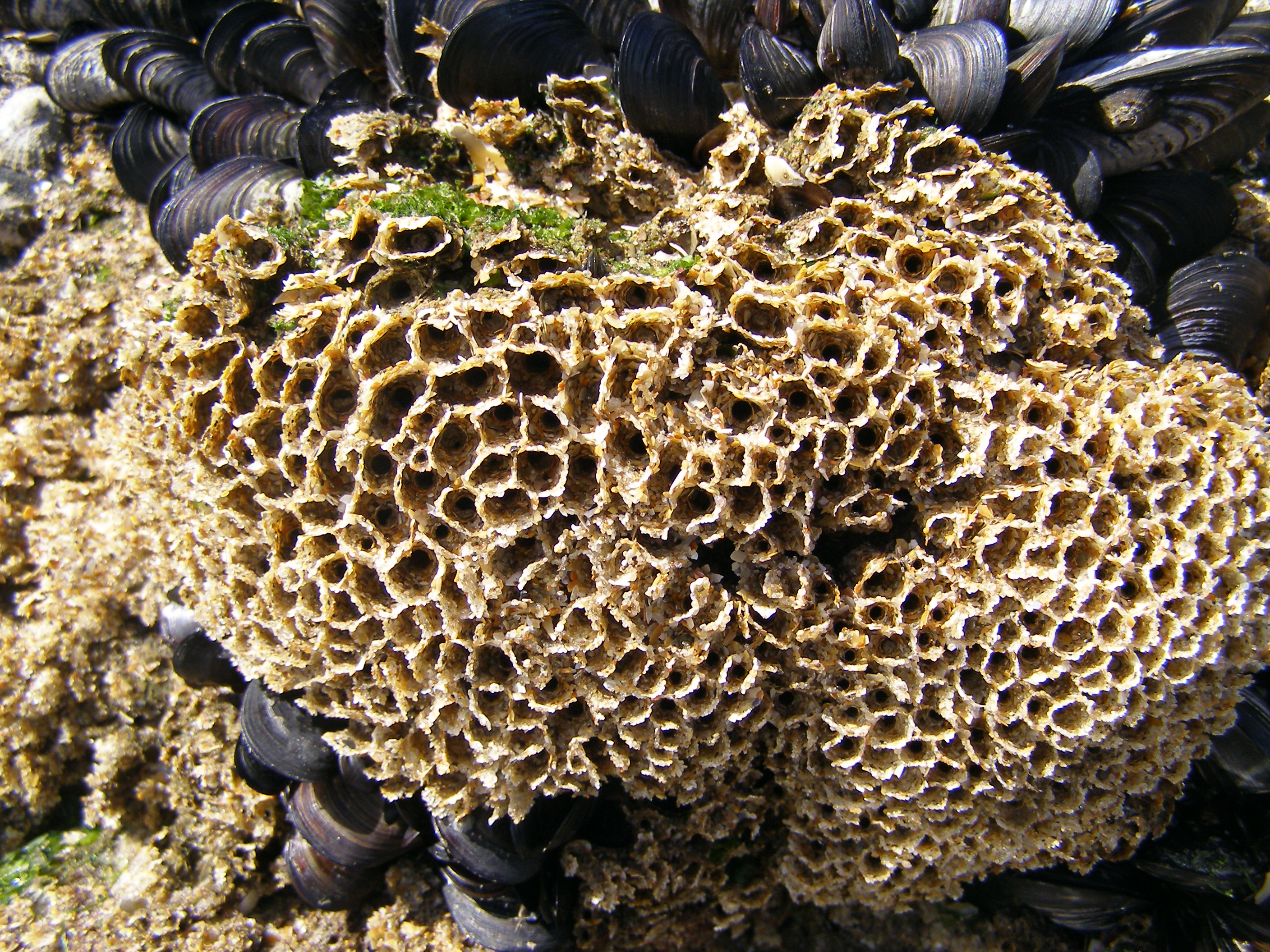
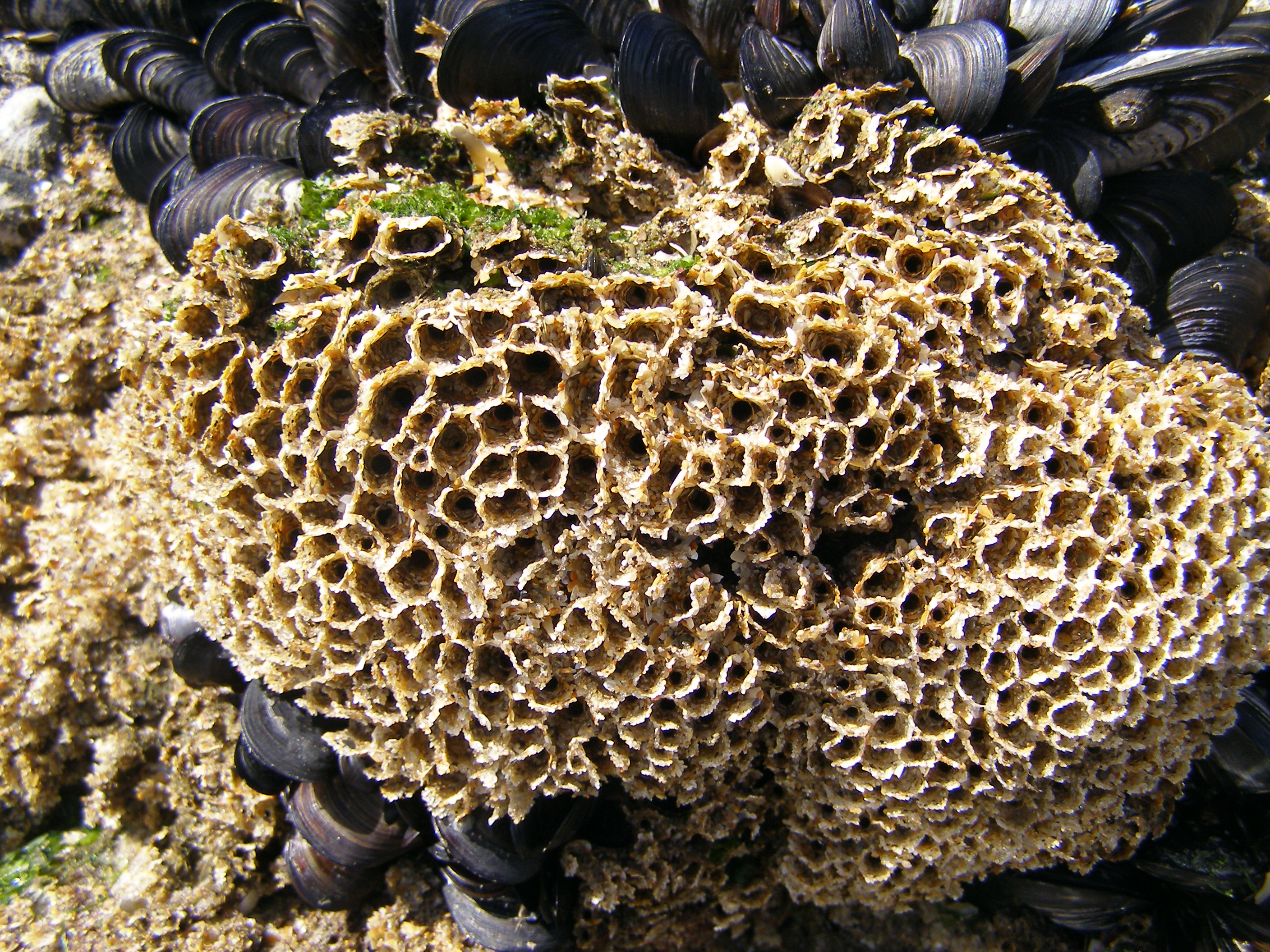
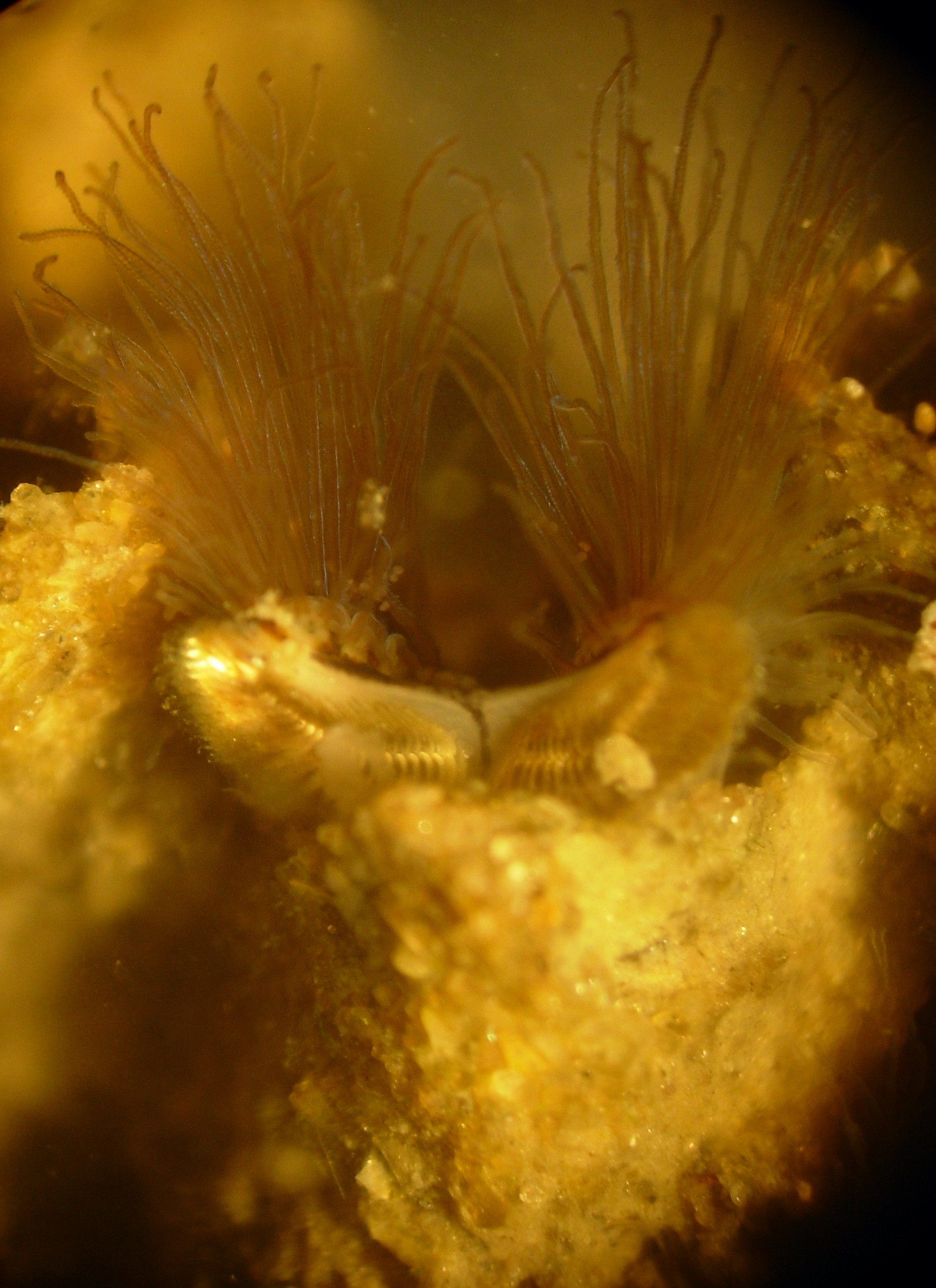
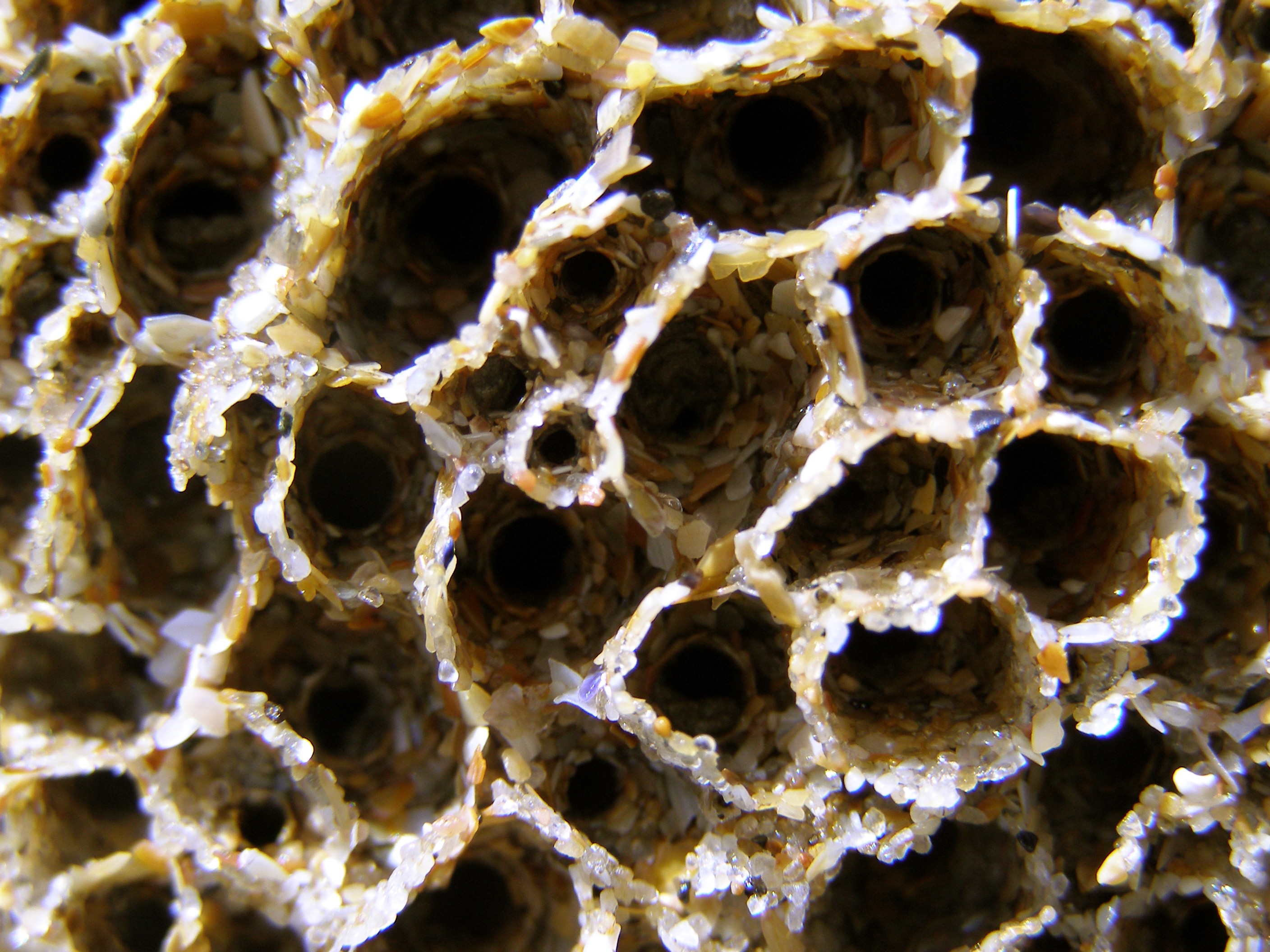
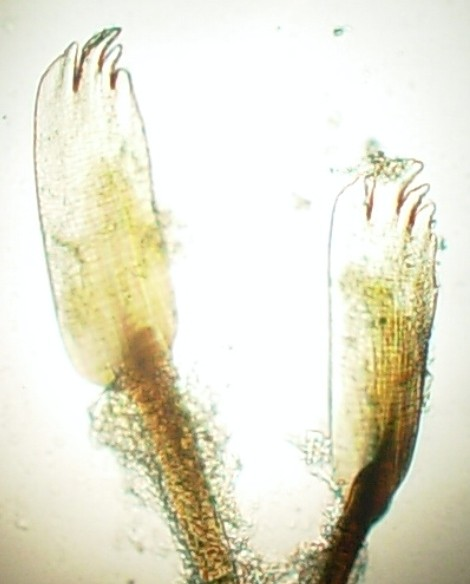